# Архиепархия Сонгеа
Архиепархия Сонгеа (лат. Archidioecesis Songeana) — архиепархия Римско-Католической Церкви с центром в городе Сонгеа, Танзания. В митрополию Сонгеа входят епархии Линди, Мбинги, Мтвары, Нджомбе, Тундуру-Масаси. Кафедральным собором архиепархии Сонгеа является церковь святого Матиаса Мулумба Калембы.

## История
12 ноября 1913 года Святой Престол учредил апостольскую префектуру Линди, выделив её из апостольского викариата Дар-эс-Салама (сегодня — архиепархия Дар-эс-Салама).
15 ноября 1927 года Римский папа Пий XI издал бреве «Non sine magna», которым преобразовал апостольскую префектуру Линди в территориальное аббатство.
22 декабря 1931 года территориальное аббатство Линди передало часть территории для создания территориального аббатства Нданды (сегодня — епархия Мтвары). 
23 декабря того же года Римский папа Пий XI издал бреве «Ex orientali parte», которым переименовал территориальное аббатство Линди в территориальное аббатство Перамихо.
16 февраля 1968 года территориальное аббатство Перамихо передало часть территории для создания епархии Нджомбе.
6 февраля 1969 года территориальное аббатство Перамихо преобразовано в епархию Сонгеа, суффраганную по отношению к архиепархии Дар-эс-Салама.
22 декабря 1986 года епархия Сонгеа передала часть территории для создания епархии Мбинги.
18 ноября 1987 года Римский папа Иоанн Павел II издал буллу «Christi Domini», которой возвёл епархию Сонгеа в ранг архиепархии-митрополии.

## Ординарии
- священник Villibrordo Lay, O.S.B.[1] (1913 — 1922);
- аббат Галлус Штайгер, O.S.B. (22.02.1922 — 6.12.1952);
- аббат Эберхард Шпис, O.S.B. (23.09.1953 — 6.02.1969);
- архиепископ Джеймс Джозеф Комба  (6.02.1969 — 1.02.1992);
- архиепископ Норберт Венделин Мтега (6.07.1992 — 15.05.2013);
  - Тарцизий Нгалалекумтва (15.05.2013 — 14.03.2014) (апостольский администратор);
- архиепископ Дэмиан Денис Даллу (14.03.2014 — по настоящее время).